# Claude Geffré
Claude Geffré OP (* 23. Januar 1926 in Niort; † 9. Februar 2017 in Paris) war ein französischer römisch-katholischer Theologe.

## Leben
Claude Geffré trat 1948 der Ordensgemeinschaft der Dominikaner bei und studierte Philosophie und Theologie an der Dominikanerhochschule in Le Saulchoir. 1957 wurde er am Angelicum in Rom zum Dr. theol. promoviert. Er war Professor für Dogmatik (1957–1968) und Präsident der Dominikanerhochschule in Saulchoir (1965–1968), Professor für Fundamentaltheologie an der UFR (Unité de formation et de recherche) und Religionswissenschaften am Institut Catholique de Paris (ICP) (1968–1988), Direktor der theologischen Doktoratsstudien am ICP (1973–1984) sowie Professor für Hermeneutik und Religionstheologie (1988–1996) am Institut Catholique de Paris. Geffré hatte seit 1972 Gastprofessuren in Brüssel, Sherbrooke, Fribourg, Quebec, Atlanta, Kinshasa, Ottawa und Yaoundé inne.
Von 1996 bis 1999 war er als Nachfolger von Marcel Sigrist Direktor der 1890 gegründeten École biblique et archéologique française de Jérusalem in Jerusalem. Er galt als Pionier des interreligiösen Dialogs und hatte große Anerkennung in nichtchristlichen Religionen. Er war Mitglied der Association des  écrivains croyants d’expression française (AECEF, Verband der gläubigen Autoren französischer Sprache), der Conférence mondiale des religions (Weltkonferenz der Religionen) und der Groupe de recherche islamo-chrétien (Islamisch-christliche Forschungsgruppe).

## Ehrungen und Auszeichnungen
- Ritter des Ordre national du Mérite (Nationaler Verdienstorden Frankreichs; 1990)
- Ritter der Ehrenlegion (1998)